# 第1航空隊 (德國國防軍)
第1航空隊（德語：Luftflotte 1）為第二次世界大戰中纳粹德國空軍的部隊。

## 概說
航空隊為當時德國空軍最大規模的編制，直接受空軍最高司令部(OKL)的指揮。第1航空隊創立於1939年2月1日，防區為德國北東部。
本部隊在波蘭戰役爆發時與第4航空隊一同作為主力投入戰場，之後就持續駐紮於東線並在德蘇戰爭中參與其北部的戰鬥。
1944年底隨著戰力損耗而部隊潰滅，終戰時僅剩一個高射師團。